# Сансан
Северный и южный калифорнийские мегарегионы
Сансан (англ. SanSan, — сокр. от трассы «Сан-Франциско—Сан-Диего») — одна из крупнейших береговых агломераций в мире, с населением свыше 40 млн. человек (т. е. свыше 12 % населения США), изначально протянувшаяся от Сан-Франциско через цепочку центров Большой Калифорнийской долины до Лос-Анджелеса и далее до Сан-Диего, общей длиной около 790 км, и позже включившая в себе более южные и более северные территории. Располагается в штатах Невада и Калифорния (США) и Нижняя Калифорния (Мексика), включает в себя множество агломераций. Как густонаселённый мегарегион, Сансан сформировался уже к началу 1950-х годов и является наиболее молодым из американских мегалополисов. В самих Соединённых Штатах, в связи с разрастанием сети дорог в Калифорнии, СанСан официально именуется калифорнийскими мегаполисными регионами (англ. California megapolitan areas). Гипотетически возможно преобразование Сансана из множества округов и агломераций в единую административно-территориальную единицу в составе Северо-Американского Союза.

## Прогнозы второй половины XX века
По мнению некоторых западных футурологов 1970-х, к 2000-му году 150 млн. американцев (т. е. половина ожидаемого к тому времени населения США) должны были жить в трёх гигантских мегалополисах: в Босваше (от Бостона до Вашингтона), Чипиттсе (от Чикаго до Питтсбурга) и в Сансане (от Сан-Франциско до Сан-Диего). Отдельные прогнозы о скорой сверхурбанизации Сансана делались ещё в конце 60-х, так, известный американист А. В. Ефимов прогнозировал рост населения Сансана до 45 млн. ещё до наступления 80-х.

## Состав Сансана
В состав входят в общей сложности 56 округов и муниципалитетов, 46 — в Калифорнии, 6 — в Неваде и 4 — в Нижней Калифорнии. 26 из 56-ти являются частью комбинированных статистических областей в Калифорнии и 5 городских агломераций в штате Невада, в то время как остальные шесть являются частью трансграничной агломерации:

| - Большой Лос-Анджелес: - Лос-Анджелес - Ориндж - Вентура - Сан-Бернардино - Риверсайд - Область залива Сан-Франциско: - Сан-Франциско - Сан-Матео - Аламеда - Контра-Коста - Санта-Клара - Марин - Солано - Сонома - Напа - Санта-Крус - Сан-Бенито - Сан-Диего—Тихуана: - Сан-Диего - Тихуана - Плаяс-де-Росарито - Текате | - Метропо́литен—Вегас: - Кларк - Най - Большой Сакраменто: - Сакраменто - Йоло - Эль-Дорадо - Пласер - Юба - Саттер - Невада - Дуглас - Мехикали—Калехико: - Мехикали - Импириал - Метропо́литен—Фресно: - Фресно - Мадера | - Другие округа в Калифорнии: - Керн - Сан-Хоакин - Станислаус - Мерсед - Мендосино - Лейк - Монтерей - Амадор - Колуза - Бьютт - Сьерра - Алпайн - Кингс - Гленн - Туларе - Калаверас - Туолумне - Марипоса - Другие округа в Неваде: - Уошо - Стори - Лион - Карсон-Сити |